# Dani Gómez
Daniel Gómez Alcón, noto semplicemente come Dani Gómez (Alcorcón, 30 luglio 1998), è un calciatore spagnolo, attaccante del Real Saragozza.

## Caratteristiche tecniche
È un centravanti.

## Carriera
Cresciuto nel settore giovanile del Real Madrid, dal 2017 al 2019 ha giocato nella formazione Castilla segnando 16 gol in 52 presenze di Segunda División B. Il 15 luglio 2019 è stato ceduto in prestito al Tenerife con cui ha collezionato 38 presenze in Segunda División segnando 9 reti.
Il 31 luglio 2020 è stato acquistato a titolo definitivo dal Levante.

## Statistiche

### Presenze e reti nei club
Statistiche aggiornate al 26 gennaio 2023.
| Stagione                | Squadra                 | Campionato              | Campionato | Campionato | Coppe nazionali | Coppe nazionali | Coppe nazionali | Coppe continentali | Coppe continentali | Coppe continentali | Altre coppe | Altre coppe | Altre coppe | Totale | Totale | Totale |
| Stagione                | Squadra                 | Comp                    | Pres       | Reti       | Comp            | Pres            | Reti            | Comp               | Pres               | Reti               | Comp        | Pres        | Reti        | Pres   | Reti   |        |
| ----------------------- | ----------------------- | ----------------------- | ---------- | ---------- | --------------- | --------------- | --------------- | ------------------ | ------------------ | ------------------ | ----------- | ----------- | ----------- | ------ | ------ | ------ |
| 2017-2018               | Real M. Castilla        | SDB                     | 25         | 6          |                 | -               | -               |                    | -                  | -                  |             | -           | -           | 25     | 6      |        |
| 2018-2019               | Real M. Castilla        | SDB                     | 27         | 10         |                 | -               | -               |                    | -                  | -                  |             | -           | -           | 27     | 10     |        |
| Totale Real M. Castilla | Totale Real M. Castilla | Totale Real M. Castilla | 52         | 16         |                 | -               | -               |                    | -                  | -                  |             | -           | -           | 52     | 16     |        |
| 2019-2020               | Tenerife                | SD                      | 38         | 9          | CR              | 4               | 2               |                    | -                  | -                  |             | -           | -           | 42     | 11     |        |
| 2020-2021               | Levante                 | PD                      | 34         | 2          | CR              | 6               | 0               |                    | -                  | -                  |             | -           | -           | 40     | 2      |        |
| 2021-2022               | Levante                 | PD                      | 28         | 4          | CR              | 2               | 4               |                    | -                  | -                  |             | -           | -           | 30     | 8      |        |
| Totale Levante          | Totale Levante          | Totale Levante          | 62         | 6          |                 | 8               | 4               |                    | -                  | -                  |             | -           | -           | 70     | 10     |        |
| 2022-2023               | Espanyol                | PD                      | 8          | 0          | CR              | 1               | 0               |                    | -                  | -                  |             | -           | -           | 9      | 0      |        |
| Totale carriera         | Totale carriera         | Totale carriera         | 160        | 31         |                 | 13              | 6               |                    | -                  | -                  |             | -           | -           | 173    | 37     |        |